# Habsburg (Burg)
Die Habsburg, in neuerer Zeit auch Schloss Habsburg genannt, ist eine Gipfelburg in der Schweiz. Sie liegt auf dem Gebiet der Gemeinde Habsburg im Kanton Aargau in einer Höhe von 505 m ü. M. auf dem lang gestreckten Hügelkamm des Wülpelsbergs. Bekannt ist sie als Stammburg der Herrscherdynastie der Habsburger, deren Aufstieg mit dem Erwerb von Gebieten in der näheren Umgebung begann. Gründer der Habsburg soll um 1020/30 Radbot gewesen sein. Otto II. war 1108 der erste des Geschlechts, der als Graf von Habsburg urkundlich nachweisbar ist.
Als Hauptwohnsitz der Habsburger diente die Burg rund zweihundert Jahre. Um 1220/30 verließ das immer mächtiger werdende Grafengeschlecht die ihnen zu klein und zu wenig repräsentativ gewordene Anlage. In der Folge wurde sie an verschiedene Dienstleute verliehen. Mit der Eroberung des Aargaus im Jahr 1415 durch die Eidgenossen ging den Habsburgern, die mittlerweile in Wien ein weit bedeutenderes Herrschaftszentrum aufgebaut hatten, ihre Stammburg endgültig verloren. Seit 1804 ist die Habsburg im Besitz des Kantons Aargau.
Im frühen 11. Jahrhundert entstanden die ersten Bauten. In mehreren Schritten wurde die Habsburg zu einer Doppelburg erweitert. Am Beginn des 13. Jahrhunderts erreichte sie ihre grösste Ausdehnung. Nach dem Auszug der Habsburger verfiel der ältere, vordere Burgteil im Osten zu einer Ruine. Der jüngere, hintere Burgteil im Westen blieb bestehen und konnte sein Erscheinungsbild, von vereinzelten Umbauten abgesehen, bis heute bewahren. In den Jahren 1978/83 und 1994/95 fanden umfangreiche archäologische Untersuchungen statt. Die Habsburg steht seit 1948 unter kantonalem Denkmalschutz und gehört im Schweizerischen Inventar der Kulturgüter zu den Kulturgütern von nationaler Bedeutung. Der Palas wird seit 1979 als Restaurant genutzt, diesem ist ein Museum über die Burggeschichte angegliedert.

## Lage

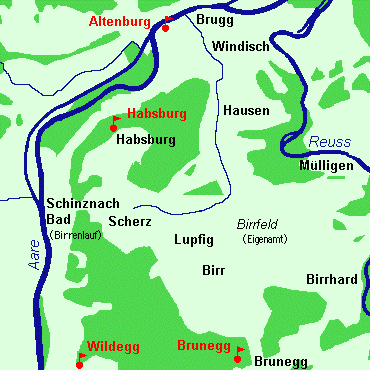
Lage der Habsburg in der Umgebung

Die Habsburg befindet sich unmittelbar nordwestlich des Dorfkerns der gleichnamigen Gemeinde, etwa 35 Höhenmeter über dem Dorf auf 505 m ü. M. Die rund drei Kilometer südwestlich der Altstadt des Bezirkshauptorts Brugg gelegene Burganlage erstreckt sich über eine Länge von etwas mehr als 100 Metern auf dem felsigen Gipfelgrat des Wülpelsbergs. Dieser aus Kalkstein bestehende und von Mischwald bedeckte Hügel bildet einen Ausläufer des Faltenjuras. Gegen Westen und Norden fällt er steil zur 160 Meter tiefer gelegenen Auenebene des Aaretals ab. Die Ost- und Südseite des Grats hingegen bilden den Rand einer leicht geneigten Hochebene, die übergangslos ins Birrfeld übergeht. Etwas mehr als 400 Meter südwestlich der Burg verläuft die Autobahn A3 durch den Habsburgtunnel.

## Geschichte

### Vorgeschichte
Während der Hallstattzeit (1. und 2. Jahrhundert v. Chr.) bestand am Standort der heutigen Burg eine kleine Siedlung. Ab der zweiten Hälfte des 1. Jahrhunderts n. Chr. befand sich auf dem Wülpelsberg eine Signalstation der Römer. Sie wurde von Legionären aus dem vier Kilometer nordöstlich gelegenen Militärlager Vindonissa (in der heutigen Gemeinde Windisch) unterhalten. Die Signalstation ermöglichte eine Sichtverbindung zwischen dem Lager und dem Bözbergpass und war wohl auch nach Aufhebung des Lagers im Jahr 101 in Betrieb. Ende des 3. Jahrhunderts diente der Wülpelsberg als Zufluchtsort für Zivilpersonen. Er war leicht zu verteidigen und versprach Schutz vor den sporadischen Plünderungszügen der Alamannen, den die wenigen Soldaten in spätrömischer Zeit nicht bieten konnten.

### Gründungssage
Gemäss einer Sage, die Ernst Ludwig Rochholz erstmals Mitte des 19. Jahrhunderts aufzeichnete, soll Radbot der Erbauer der Burg gewesen sein. Er lebte in Altenburg an der Aare, innerhalb der Mauern eines von den Römern erbauten Kastells. Auf der Suche nach einem Habicht, der ihm bei der Jagd verloren gegangen war, stieg seine Jagdgesellschaft auf den dicht bewaldeten Wülpelsberg und fand den entflohenen Vogel zuoberst auf dem Hügel. Radbot erkannte die günstige Lage des Hügels und beschloss den Bau der «Habichtsburg» an dieser Stelle.
Tschudi spricht sich entschieden gegen die Sage mit dem Habicht aus. Er schreibt dazu: „'Daß aber ein Fabeldichter schribt die Vesti hab von einem Habich den Namen Habichsburg empfangen / widerspricht des gemelten Bischoff Wernhers Stifters der Burg besigelt eigen Urkundt / so er harnach Anno Domini 1027. dem Gottshuß Muri geben und noch alda unversert funden wirt / darinne ers selbs Habesburg und nicht Habichsburg nempt.“ Er leitet demnach den Namen Habsburg von Habesburg, im Sinne von haben / das Habe (bewahren resp. sichern) ab.
Da er zu wenig Geld für den Bau der Burg hatte, bat Radbot seinen Bruder, Bischof Werner von Strassburg, um Unterstützung. Werner gewährte diese und kam zu Besuch, um das Bauwerk zu besichtigen. Auf dem Wülpelsberg fand er jedoch nur einen schlichten Turm vor. Werner tadelte Radbot scharf, woraufhin ihn dieser versicherte, binnen einer Nacht werde die Burg über eine starke Mauer verfügen. Als Werner am nächsten Morgen erwachte, lagerten rund um die Burg viele Ritter mit ihren Knechten. Graf Radbot beruhigte den erschrockenen Bischof und sagte, diese Ritter seien seinem Ruf gefolgt. Starke Burgmauern seien nur dann von Nutzen, wenn sie von treuen und gut bezahlten Gefolgsleuten verteidigt würden.

### Stammburg der Habsburger

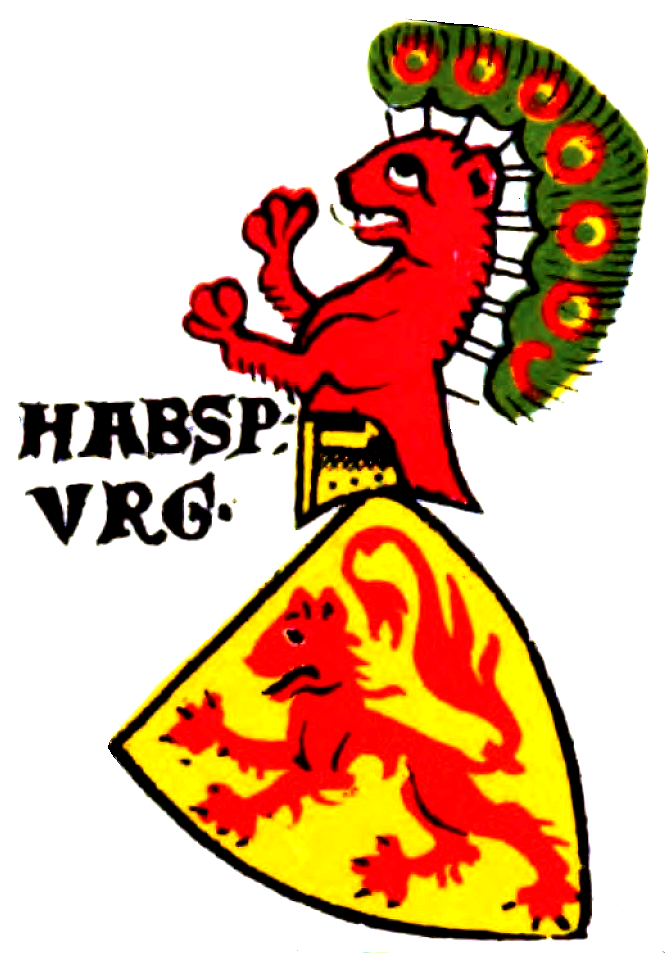
Älteste Darstellung des Wappens derer von „Habspurg“ in der Zürcher Wappenrolle von ca. 1340

Die Herkunft der später als «von Habsburg» bezeichneten Herrscherdynastie ist unklar. Gemäss den um 1160 erstellten Acta Murensia gilt Guntram der Reiche, der vermutlich von einem Zweig der elsässischen Etichonen abstammte, als Stammvater. In der zweiten Hälfte des 10. Jahrhunderts verfügte er über Streubesitz im Aargau, im Breisgau, im Frickgau, im Oberelsass und im Zürichgau. Im Aargau konzentrierte sich der Eigenbesitz (Allod) auf das Gebiet zwischen der Aare und der Mündung der Reuss, das so genannte Eigenamt. Weitere Besitzungen lagen weiter südlich in der Gegend um Muri und Bremgarten. Guntrams Sohn Lanzelin (oder Kanzelin) erteilte den Auftrag, unter Verwendung vorhandener Mauern eines römischen Kastells an der Aare eine kleine Burg zu errichten, das Schlösschen Altenburg. Von hier aus verwaltete er den Besitz im Eigenamt, wo er über besonders viele herrschaftliche Rechte verfügte.
In einem auf 1027 datierten Testament wird Bischof Werner von Strassburg, Sohn Landolts – der mit Lanzelin, Sohn Guntrams, identifiziert wird – als Gründer der Habsburg bezeichnet. Dieses Testament erwies sich jedoch als eine um 1085 erstellte Fälschung. Mittlerweile gilt als gesichert, dass Werners jüngerer Bruder Radbot um 1020/30 rund zwei Kilometer südlich von Altenburg die Habsburg errichten liess. Den Anstoss dazu dürfte eine Fehde mit seinem nächstjüngeren Bruder Rudolf gegeben haben, die um den Besitz in Muri entbrannt war und zur Zerstörung des dortigen Herrenhofes führte. In diesem Zusammenhang steht auch die Gründung des Klosters Muri durch Radbot und dessen Gattin Ita von Lothringen, Tochter des Herzogs Friedrich von Ober-Lothringen, im Jahr 1027 – wohl um eine Schuld zu sühnen, die sie auf sich geladen hatten.

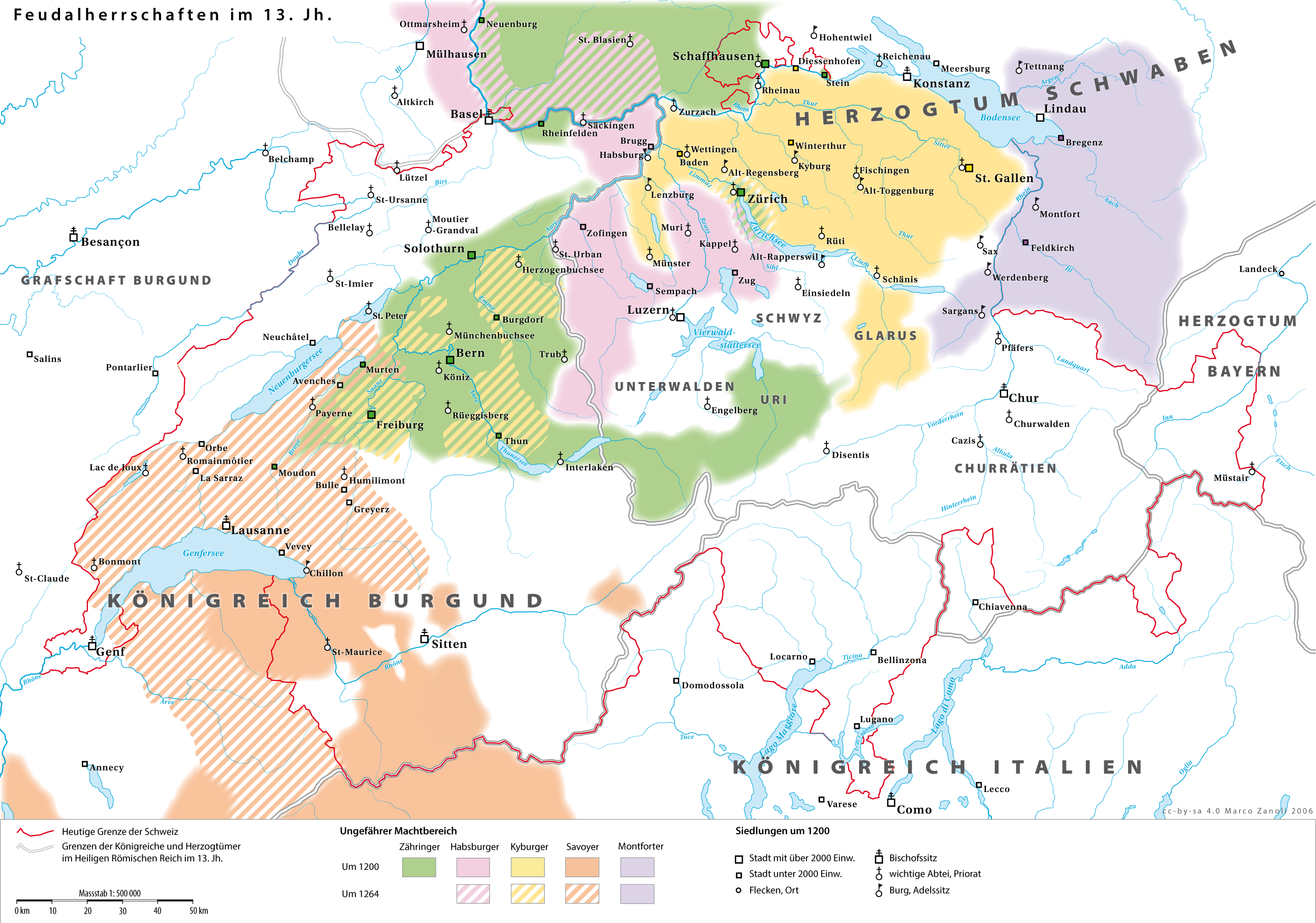
Bedeutende Herrschaftsgebiete in der Schweiz um 1200

Wahrscheinlich ist der Name der Burg vom althochdeutschen Wort hab oder haw abgeleitet, das «Flussübergang» bedeutet. Damit ist eine Furt bei Altenburg gemeint, wo die flussabwärts fahrenden Boote anlegen mussten, um die nachfolgenden Stromschnellen zu umgehen. Von der Burg aus konnte der Bootsverkehr überwacht werden. Zweck der Burg war aber primär der Landesausbau und die Symbolisierung des Herrschaftsanspruchs. Die in der ersten Hälfte des 19. Jahrhunderts vorherrschende These, die Habsburg sei während des Konflikts mit dem Königreich Burgund als militärischer Stützpunkt errichtet worden, um die Grenze und die Verkehrswege zu sichern, ist widerlegt. In einer Urkunde von 1108 als Havichsberch bezeichnet, wandelte sich der Name über Havekhesperch (1150), Habisburch (1213) und Habsburc (1238/39) zu Habsburg. Ebenfalls im Jahr 1108 ist mit Otto II. der erste Angehörige des Geschlechts als Graf von Habsburg (comes de Hauichsburch) urkundlich nachweisbar.
Zwar waren die Habsburger Ende des 11. Jahrhunderts Landgrafen im Oberelsass und Vögte des Strassburger Hochstifts geworden, auf dem Gebiet der heutigen Schweiz standen sie aber zunächst im Schatten mächtigerer Adelsgeschlechter. Dank ihrem Status als treue Gefolgsleute der Staufer und der Schaffung vielfältiger verwandtschaftlicher Beziehungen gelang es ihnen nach dem Aussterben der Lenzburger im Jahr 1173, deren Grafschaftsrechte im westlichen Zürichgau und im Frickgau zu übernehmen, um 1200 auch jene im südlichen Aargau.
Als nach dem Aussterben der Zähringer im Jahr 1218 weitere Gebiete hinzukamen, erwies sich die Habsburg bald als zu klein und zu wenig repräsentativ für die mächtig gewordenen Grafen. Zwischen 1220 und 1230 zogen sie aus ihrer Stammburg aus und liessen sich im benachbarten Städtchen Brugg nieder. Dort diente ihnen in den folgenden Jahrzehnten ein später als «Effingerhof» bezeichnetes Gebäude (1864 beim Bau einer Druckerei abgerissen) als eine ihrer wichtigsten Residenzen. 1273 wurde Rudolf I. zum deutschen König gewählt und konnte auch das Erbe der Grafen von Kyburg an sich ziehen. Fünf Jahre später gelang es ihm, in der Schlacht auf dem Marchfeld den böhmischen König Ottokar II. zu besiegen und die Herzogtümer Österreich und Steiermark zu erobern. Dadurch verlagerte sich der Herrschaftsmittelpunkt der Habsburger nach Wien; die verstreuten Besitzungen in der Schweiz, im Elsass und im süddeutschen Raum wurden zu den Vorlanden.
Siehe auch: Stammliste der Habsburger, zu den Grafen von Habsburg – den Titel Graf, dann Gefürsteter Graf von Habsburg haben die Habsburger bis 1918 behalten

### Wechselnde Besitzer
Nachdem die Burg als Wohnsitz der Grafen von Habsburg ausgedient hatte, wurde sie an verschiedene Ministerialengeschlechter verliehen. Der vordere Teil, der fortan unbewohnt blieb, ging an die Herren von Wülpelsberg. Das Lehen über den hinteren Teil fiel an die Schenken von Habsburg und die Truchsesse von Habsburg-Wildegg, die seit jeher wichtige Hofämter auf der Habsburg ausgeübt hatten und auch weitere Burgen in der näheren Umgebung verwalteten (Schenkenberg beziehungsweise Wildegg, erstere vermutlich auch Freudenau). Sie waren ursprünglich eine einzige Familie, teilten sich aber spätestens im zweiten Viertel des 13. Jahrhunderts in zwei Linien.
Die Herren von Wülpelsberg starben um 1300 aus, und der vordere Teil fiel an den in Brugg lebenden Ritter Werner II. von Wohlen. Dessen Sohn Cunrat III. erwarb 1364 von den Truchsessen einen Teil des hinteren Burglehens. Henmann von Wohlen, Cunrats Sohn, kaufte 1371 die übrigen Anteile und vereinigte das gesamte Burglehen in einer Hand. Im frühen 15. Jahrhundert wurde der Wald südlich und östlich der Burg gerodet. Es entstand der Weiler Habsburg, der zunächst nur aus ein paar Häusern bestand und erst im 18. Jahrhundert zu einem Dorf heranwuchs.
Latente Spannungen zwischen dem deutschen König Sigmund und dem österreichischen Herzog Friedrich IV. entluden sich im März 1415 am Konzil von Konstanz, als Friedrich dem Gegenpapst Johannes XXIII. zur Flucht verhalf. Sigmund forderte die Eidgenossen auf, im Namen des Reiches habsburgische Gebiete zu erobern, woraufhin Bern rasch den westlichen Teil des Aargaus einnahm. Angesichts der aussichtslosen Lage kapitulierte Henmann von Wohlen Ende April 1415 kampflos und erkannte die neuen Landesherren aus Bern an. Als Gegenleistung erhielt er eine Garantie auf seinen Besitzstand. Den Habsburgern hingegen ging ihre Stammburg endgültig verloren.
Henmann von Wohlen überschrieb 1420 seinen Besitz seinem Neffen Petermann von Greifensee, der die Burg 1457 an die Stadt Bern verkaufte. 1462 gelangte die Habsburg an Hans Arnold Segesser und 1469 schliesslich an das Kloster Königsfelden in Windisch, das einst von den Habsburgern zum Gedenken an die Ermordung von Albrecht I. gegründet worden war. Als das Kloster 1528 als Folge der Reformation aufgehoben wurde, gelangte die Habsburg wieder in den Besitz der Stadt Bern. Die Verwaltung übernahmen nun die Königsfelder Hofmeister, die einen Hochwächter in der Burg stationierten und einen Gutsverwalter zur Bewirtschaftung der umliegenden Felder, Wälder und Rebberge entsandten. Seit 1804 ist die Habsburg im Besitz des Kantons Aargau, der sie als Gutshof weiter nutzte.

### Baugeschichte
Die Habsburg entstand in mehreren Bauetappen. Ihre Gliederung in die vordere Burg im Osten, den zentralen Burghof und die hintere Burg im Westen geht auf den Ausbau der Gründungsanlage im 11. Jahrhundert zurück.
Der älteste Teil, die zu einer Ruine verfallene vordere Burg, bestand anfangs wohl grösstenteils aus Holz. Nachfolgende Bautätigkeit zerstörte Überreste und Spuren. Das Steinhaus wird auf das zweite Viertel und die Mitte des 11. Jahrhunderts datiert. Gesinde- und Ökonomiegebäude befanden sich im Burghof und dürften aus Holz bestanden haben. Eine Ringmauer, als Trockenmauer oder als hölzerne Palisade errichtet, umgab das Steinhaus auf drei Seiten.
Im letzten Drittel des 12. Jahrhunderts erfolgte ein markanter Ausbau des vorderen Burgteils. Dabei wurde das Steinhaus durch Ostturm, Ostbering, Torzwinger und Nordturm ergänzt, während im Burghof die Burgkapelle und ein Sodbrunnen entstanden. Ebenfalls in diese Zeit fallen die Ummauerung des Burghofes und der Bau des Kleinen Turms, des ersten Bestandteils der hinteren Burg. Die Bautätigkeit im 12. Jahrhundert beschränkte sich auf den Nordbering, der den Nordturm mit dem Ostbering verband. Damit war die vordere Burg weitgehend vollendet.
Zu Beginn des 13. Jahrhunderts begann der Ausbau der hinteren Burg. An der Westseite des Kleinen Turms schloss sich der besonders stark befestigte Grosse Turm an, an der Nordseite eine weitere Mauer mit dem Flankierungsturm im äussersten Westen. Um die Wende vom 13. zum 14. Jahrhundert folgte der gegen Süden vorspringende Palas. Da die vordere Burg damals schon dem Verfall überlassen worden war, hob man zur besseren Verteidigung der hinteren Burg einen Abschnittsgraben im Burghof aus und errichtete zwei weitere Mauern. Die noch vorhandenen Reste der vorderen Burg wurden um 1680 geschleift, das Gelände 1815 planiert. Renovationen der hinteren Burg erfolgten in den Jahren 1866/67, 1897/98, 1947/49, 1979 und zuletzt 1994/96.

### Heutige Nutzung
Seit 1979 wird der Palas als Restaurant genutzt. Tische befinden sich im Rittersaal im zweiten Stockwerk, in der Schlossstube südwestlich und im Gotischen Saal südöstlich im ersten Stockwerk sowie in der Taverne im Parterre. Auch die Jägerstube im kleinen Turm und der Burghof werden von der ansässigen Gastronomie genutzt. Die bewirtschafteten Räumlichkeiten sind für etwa 200 Personen ausgelegt. Dem Gastronomiebetrieb ist ein Weinkeller angegliedert.
Im kleinen und grossen Turm befindet sich eine kostenlos zugängliche Ausstellung mit Schautafeln über die Habsburgerdynastie, der Bau- und Siedlungsgeschichte und den Burgalltag im Mittelalter. Seit 2009 ist die Burg Teil des Museumsverbundes Museum Aargau.

## Vordere Burg

### Steinhaus
Das Steinhaus birgt die ältesten erhaltenen Baureste der gesamten Anlage. Das aus der Gründungszeit um 1020/30 stammende Gebäude war anfänglich frei stehend. Die Seitenlänge betrug 18,5 auf 13,2 Meter, womit das Steinhaus die Ausmasse zeitgenössischer Burgenbauten in der weiteren Umgebung bei weitem übertraf. Die Mauerstärke von 1,9 Metern lässt darauf schliessen, dass das mehrgeschossige Steinhaus neben der Repräsentation auch Verteidigungszwecken diente.
Die Mauern sind nur bis in eine Höhe von knapp zwei Metern erhalten geblieben. Sie bestehen aus kleinen Hausteinen und weisen stellenweise unterbrechende Breschen auf. An der Ostseite ist im Ansatz eine Türöffnung vorhanden, die in das kellerartige Erdgeschoss führte. Der Eingang an der Nordseite wurde nachträglich eingebaut, wovon Reste der Laibungen zeugen. Im Innern findet sich eine Quermauer, die im letzten Drittel des 11. Jahrhunderts entstand und im 12. Jahrhundert beidseitig mit einer Vormauerung versehen wurde. Diese Massnahme lässt eine Aufstockung des Steinhauses vermuten. Die Funktion zweier damals angefügter Mauerstümpfe an der Nordmauer bleibt ungeklärt. Der Teil westlich der Quermauer wird von einem 1908 erbauten Wasserreservoir eingenommen.

### Ostturm und Ostbering
Unmittelbar östlich an das Steinhaus schloss sich eine Motte an, ein künstlich angelegter Erdhügel, der zum Halsgraben hin steil abfiel. Auf diesem Hügel stand der rechteckige Ostturm mit einer Seitenlänge von 9,5 auf 9,2 Metern. Ungewöhnlich ist, dass der im letzten Drittel des 11. Jahrhunderts erbaute Ostturm gegenüber dem Steinhaus um etwa 45° gedreht war, so dass er das ältere Kerngebäude nur mit einer Ecke berührte. An die Nordseite des Turms grenzte ein kleines Mauergeviert, das als Latrinenschacht diente. Zur selben Zeit wie der Ostturm entstand der Ostbering. Diese Ringmauer begann am Latrinenschacht, führte anschliessend dem Rand des Halsgrabens entlang und mündete schliesslich an der Südseite beim Torzwinger. Der ebenfalls künstlich angelegte Halsgraben ist heute gut als markanter Einschnitt im Hügelkamm erkennbar.

### Nordturm und Nordbering
An die Nordwestecke des Steinhauses war der Nordturm angefügt. Dessen Grundfläche betrug 8,5 auf 8,2 Meter, die Mauerstärke 1,3 Meter. Seine exponierte Lage am steil abfallenden Nordhang des Hügelkamms führte zu einem schlechten Erhaltungszustand der Turmmauern und zu Rutschungen der Geröllfüllung, die das Gelände ausnivellierte. Eine ebenerdige Herdstelle aus gestampftem Lehm weist darauf hin, dass der Nordturm als Küchengebäude diente. In der Nordostecke befand sich ein kleiner Keller von 2,2 auf 1,8 Meter Grundfläche. Dieser konnte nur von oben her durch eine Öffnung in der Decke betreten werden.
Der Nordbering wurde erst im 12. Jahrhundert errichtet und schloss die Mauerlücke, die zwischen dem Nordturm und dem Ostbering bestanden hatte. Sein gewundener Verlauf ist wohl darauf zurückzuführen, dass ein schwach gemauerter Abschnitt eingestürzt und etwas versetzt neu aufgebaut worden war.

### Torzwinger und Torhaus
Der Südbering war der Südflanke des Steinhauses und des Ostturms um rund fünf Meter vorgelagert und bildete einen 22,5 Meter langen Torzwinger mit Aussenmauern von 1,3 Metern Dicke. Am östlichen Ende, wo die Mauer auf den Ostbering und den Ostturm traf, befand sich das vordere Burgtor. Nach Passieren des Zwingers gelangte man durch das eigentliche Burgtor auf den Hof. Dieses zweite Tor war zunächst nur ein einfacher Durchgang, wurde aber um 1200 zu einem Torhaus ausgebaut. Das in den Burghof hineinragende Torhaus, von dem allerdings nur Fundamentreste geblieben sind, war der westliche Abschluss des Torzwingers; seine östliche Wand lag in der Flucht der Westmauer des Steinhauses.

## Burghof

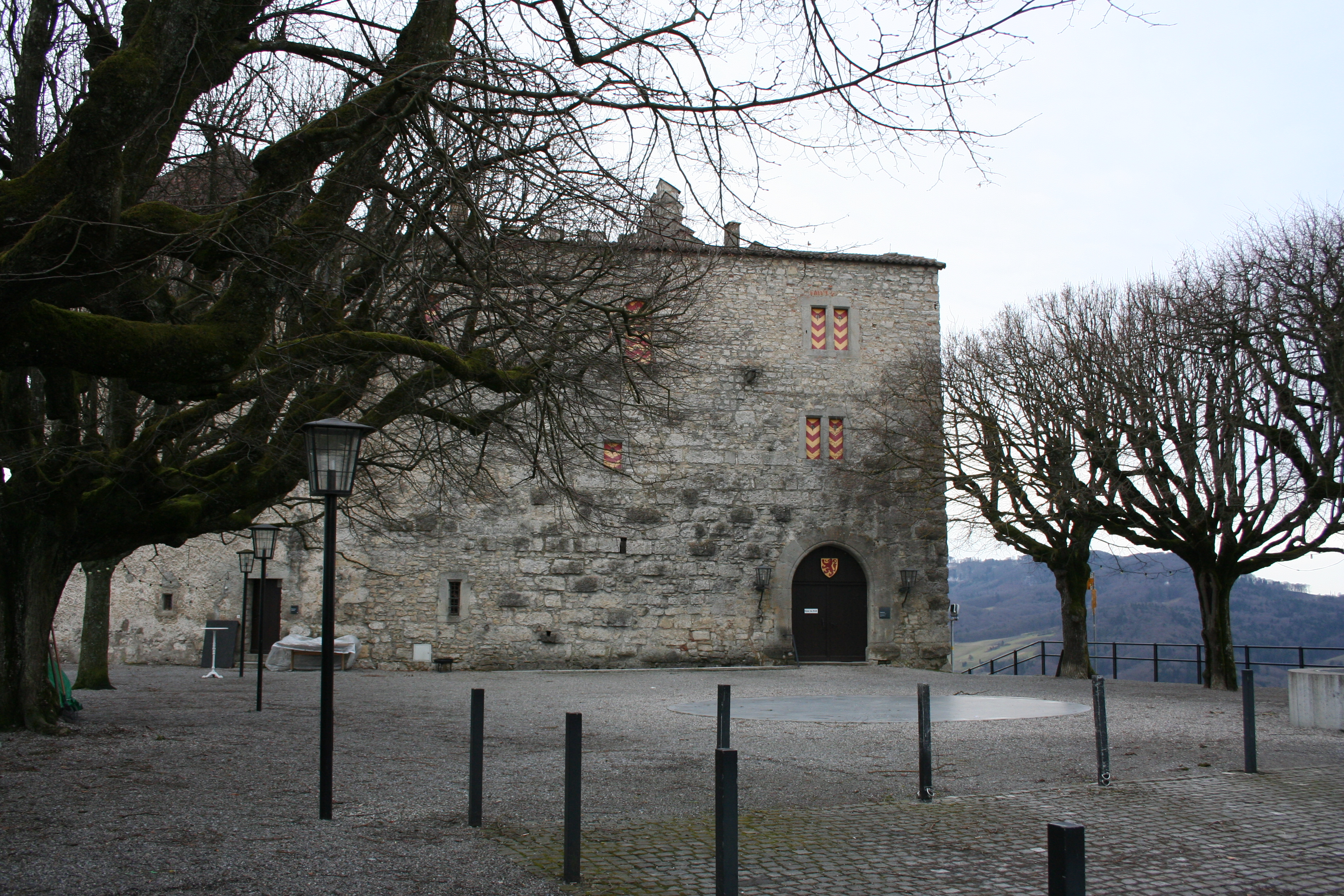
Burghof und Umfassungsmauer des Innenhofes der hinteren Burg

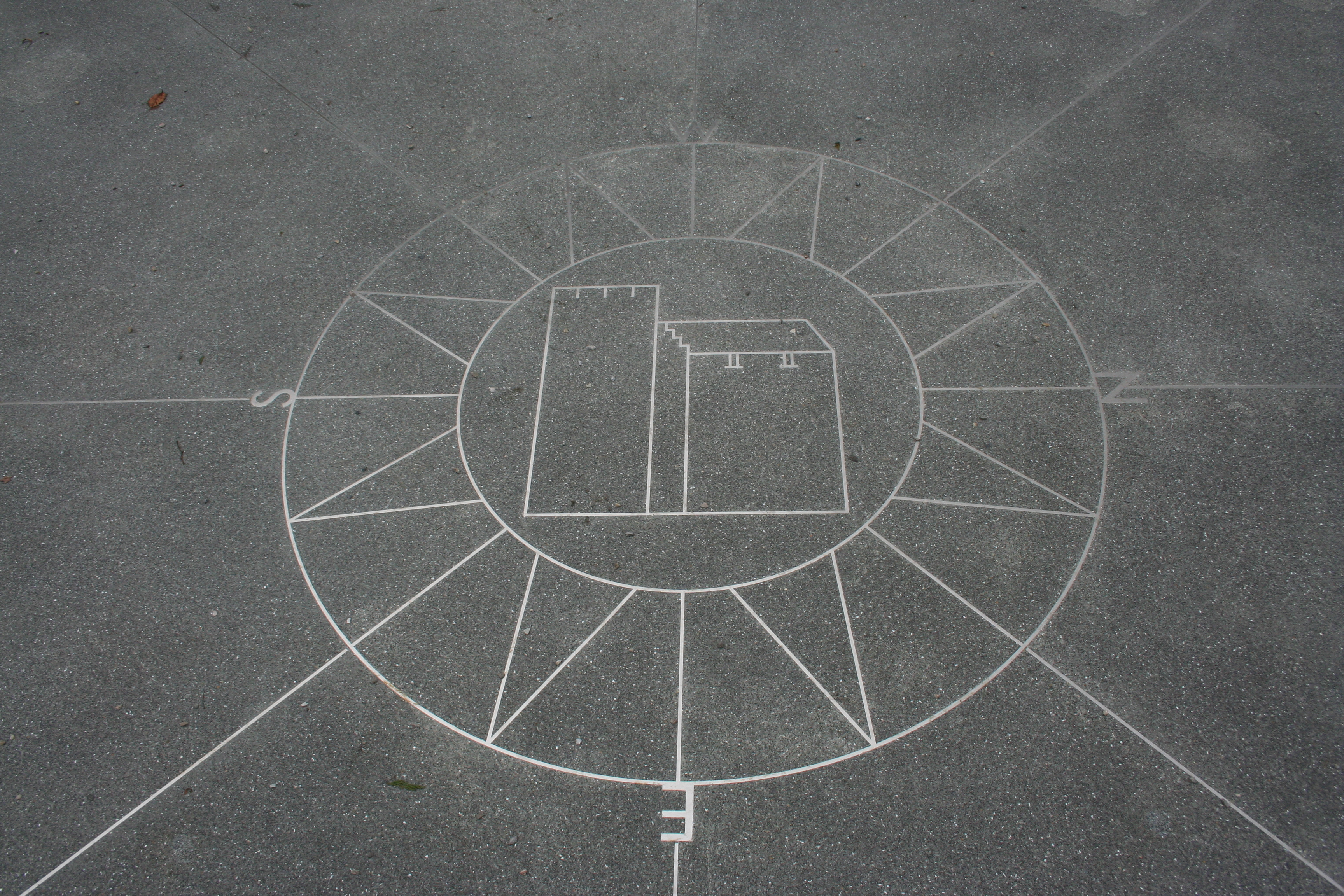
Postmoderne Windrose im Burghof

Der zentral gelegene Burghof war durchschnittlich 32 Meter lang und 30 Meter breit. Er bildete eine weitgehend ebene Fläche zwischen vorderer und hinterer Burg. An seinem Rand befanden sich ein Abschnittsgraben, die Burgkapelle, das Gesindehaus, ein Sodbrunnen und eine Zisterne. Während des 17. und 18. Jahrhunderts war der Hof Standort eines Kalkbrennofens und zweier Sumpfkalkgruben. Der Kalkbrennplatz war zweifelsfrei aus Abbruchmaterial der vorderen Burg errichtet worden.

### Abschnittsgraben
Als der Abschnittsgraben im 14. Jahrhundert ausgehoben wurde, war der vordere Burgteil bereits in einem derart schlechten baulichen Zustand, dass er seine Verteidigungsfunktion nicht mehr erfüllen konnte. Die damaligen Besitzer, die Herren von Wülpelsberg, waren vor allem am Lehen interessiert und liessen die Gebäude verfallen. Deshalb entschlossen sich die Truchsesse von Habsburg-Wildegg, ihren eigenen Burgteil besser zu schützen. Sie liessen einen Graben ausheben, der als Annäherungshindernis zum Schutz der Ostseite der hinteren Burg diente. Der Graben hatte bei einer durchschnittlichen Breite von 7,4 Metern eine Tiefe von 2,5 bis 3,7 Metern. Nachdem 1562 darin ein fast dammartiger Burgweg angelegt worden war, wurde der Graben um 1650/70 zugeschüttet.

### Gebäude und Brunnen
Das Gesindehaus befand sich an jener Stelle, wo nachträglich der Abschnittsgraben ausgehoben worden war. Es war vermutlich 10 Meter lang und 7,5 Meter breit und besass an dessen Westmauer einen kleinen Anbau, der als Latrinenschacht diente. Die Burgkapelle ist eines der wenigen noch nicht ausgegrabenen Gebäude. Anhand alter Abbildungen, darunter ein Aquarell von Hans Ulrich Fisch aus dem Jahr 1634, lassen sich dennoch einige Aussagen über das 1680 abgebrochene Gebäude machen. So dürfte es östlich an das Gesindehaus angebaut und zweigeschossig ausgeführt gewesen sein.
Der Sodbrunnen besass oben eine ovale Mündung von 2,9 Metern Breite und 2,4 Metern Länge. Bei der zufälligen Wiederentdeckung durch einen Baggerfahrer war er komplett mit Kalksteinsplittern und Gipsstein verfüllt. Vermutlich handelt es sich dabei um den Aushub einer Gipsgrube in Habsburg oder Windisch, der im 19. Jahrhundert eingefüllt wurde. Anlässlich der Konservierung im Jahr 1995 ergaben Bohrungen eine Tiefe von 68,5 Metern. Die zu Beginn des 13. Jahrhunderts errichtete Zisterne befand sich beim Torhaus etwas exponiert ausserhalb der Ringmauer, wobei der Schöpfschacht bis zur Ringmauerkrone hinauf geführt haben dürfte.

## Hintere Burg

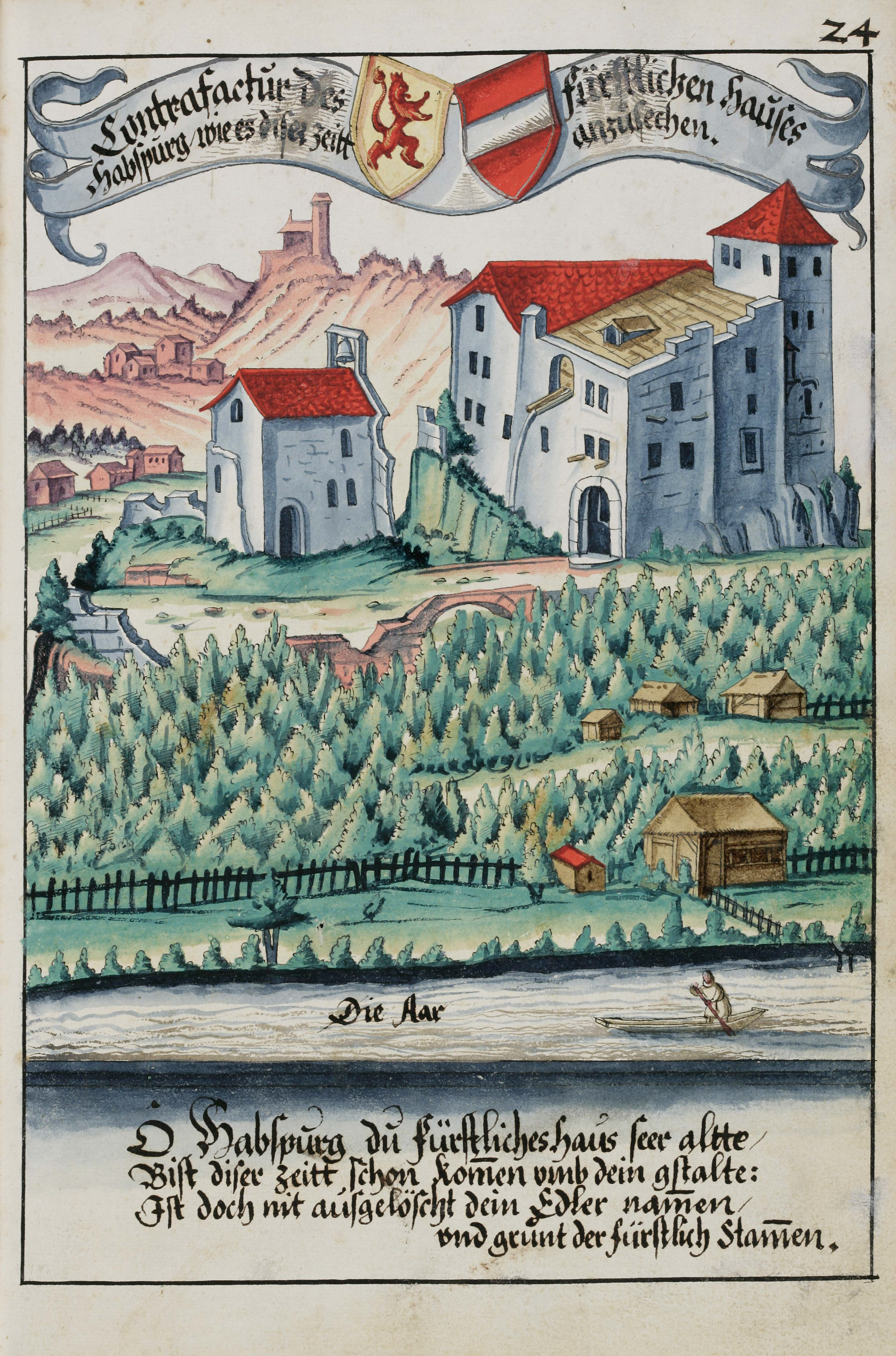
Älteste bekannte realitätsnahe Darstellung der Habsburg (Hintere Burg und Burgkapelle), von Hans Ulrich Fisch 1634

Die hintere Burg ist weitgehend erhalten geblieben, wenn auch mit zahlreichen baulichen Änderungen. 1983 nahm die Kantonsarchäologie Aargau eine umfassende Bauuntersuchung vor. Dabei stellte sie fest, dass die bisherige Datierung bei allen Gebäuden fehlerhaft war, und kam vor allem beim kleinen Turm zu einem stark abweichenden Ergebnis. So war man bisher davon ausgegangen, dass der grosse Turm um 1020 erbaut wurde, nun wurde seine Bauzeit auf den Beginn des 13. Jahrhunderts geschätzt. Der kleine Turm hingegen musste vom 15./16. Jahrhundert auf das letzte Drittel des 11. Jahrhunderts vordatiert werden. Die Bauzeit des Palas wird statt wie bisher auf das 12./13. Jahrhundert neu auf die Mitte des 13. Jahrhunderts geschätzt.

### Kleiner Turm
Der kleine Turm entstand beim Ausbau Ende des 11. Jahrhunderts und besitzt eine Grundfläche von 7,6 auf 7 Metern. Er war Teil eines Vorgängerbaus der heutigen hinteren Burg, der im frühen 13. Jahrhundert durch Palas und grossen Turm ersetzt wurde. Bei diesem Umbau blieb der kleine Turm erhalten. Beim Umbau des Innenhofes zum Wohntrakt Ende des 16. Jahrhunderts wurde die Höhe des kleinen Turms verringert. In den Jahren 1937/38 und 1947/49 ging bei umfassenden Umgestaltungen (moderner Innenausbau, Einbau neuer Zwischenböden und Fenster) weitere alte Bausubstanz verloren.
Einzig zwei zugemauerte Fensterscharten im ursprünglichen ersten Obergeschoss mit nach innen und aussen abgeschrägter Laibung können zweifelsfrei dem ursprünglichen Bauwerk zugeschrieben werden. Das Portalgewände des zugemauerten Hocheingangs besteht aus Sandstein und entstammt wohl einem Umbau im 13. Jahrhundert, da diese Ausführungsart erst zu dieser Zeit aufkam. An der Nordfassade finden sich die Maueransätze eines Aborterkers. Die beiden hoch liegenden Schmalscharten mit nach innen geschrägter Laibung entstammen einer späteren mittelalterlichen Bauphase. Die übrigen Fenster- und Türöffnungen stammen aus dem 16. bis 20. Jahrhundert.

### Grosser Turm

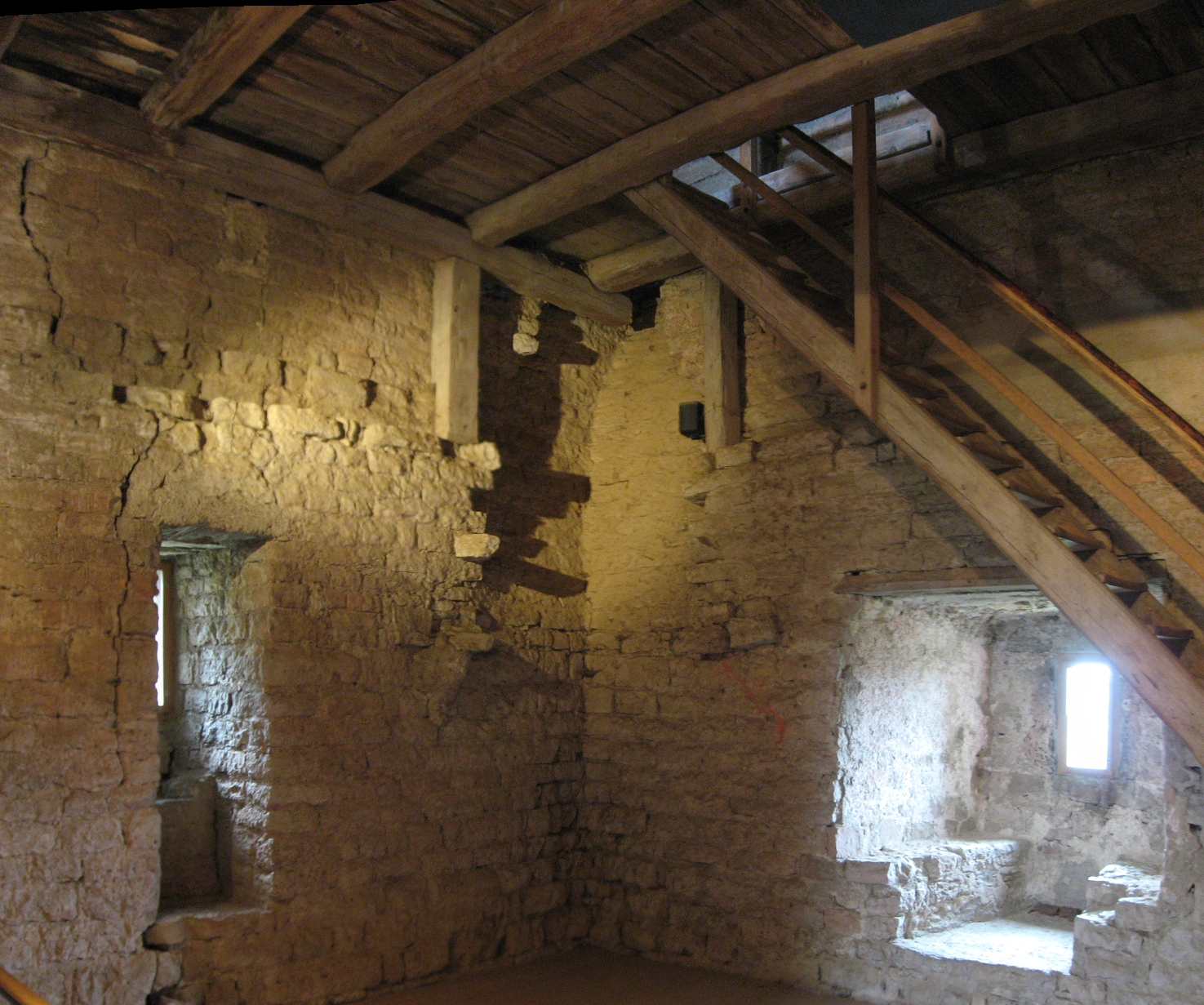
Das Wohngeschoss des grossen Turms mit den Überresten des Kamins

Der grosse Turm entstand zu Beginn des 13. Jahrhunderts. Er ist 20,15 Meter hoch und weist einen rautenförmigen Grundriss von 10,2 auf 10 Metern auf. An der Basis beträgt die Mauerdicke 2,1 Meter, die sich auf einer Höhe von 10,5 Metern durch einen innen liegenden Rücksprung auf 1,8 Meter verringert. Der Turm diente zum Wohnen und besteht aus Megalithmauerwerk, dem typischen Mauerwerk für Burgen in dieser Gegend. Die roh behauenen Bruchsteine sind in Lagen übereinander gemauert.
Der ursprüngliche Eingang befindet sich 7,4 Meter über dem Hofboden, der Eingang zu ebener Erde wurde erst 1898 ausgebrochen. Die vier heutigen Zwischenböden entstanden alle erst nach 1866 und befinden sich nicht mehr in ihren ursprünglichen Höhenlagen. Mit einer Ausnahme können sie nicht genau datiert werden. Der unterste Zwischenboden wurde 1995 unterhalb des alten Eingangs eingezogen und ist nur von oben zugänglich. Er hat keinen mittelalterlichen Vorgänger und dient als Wetterschutz für das Burgmuseum.
Der heutige zweite Zwischenboden war ursprünglich das erste Obergeschoss, von wo aus der Turm betreten werden konnte. Hier finden sich in der Nordwestecke auch die Überreste des Kamins, der vermutlich selten bis nie benutzt wurde, da man anlässlich der Bauuntersuchung 1995/96 keine Spuren von Russ fand. Das heutige dritte Obergeschoss war ursprünglich das zweite. Dort kann der Turm durch eine Tür in der östlichen Wand verlassen werden. Heute verfügt der Durchgang aufgrund der Bodenerhöhung über eine nach unten führende Treppe, die zum Laubengang im Innenhof führt.
Vor dem Bau des Palas befand sich auf dieser Höhe aussen am Turm eine umlaufende, zweigeschossige Laube, die ebenfalls auf diesem Weg betreten werden konnte. Diese Aussage lassen jedenfalls die dort gefundenen zugemauerten Balkenlöcher zu. Das obere Geschoss der Laube wird vermutlich auch vom damaligen dritten Obergeschoss zugänglich gewesen sein. Dieses heutige vierte Obergeschoss muss im Mittelalter von einem viereckigen Spitzhelm gedeckt gewesen sein. Die Bedachung im Mittelalter und in der frühen Neuzeit kann nur noch anhand zeitgenössischer Bilddokumente nachgewiesen werden, da der Turm 1866 einen neuen oberen Abschluss mit Zinnenkranz erhielt. Dabei wurden bei der Neuausführung der obersten Mauerabschnitte die allfällig noch vorhandenen Dachauflagen zerstört und können deshalb nicht mehr nachgewiesen werden.

### Palas

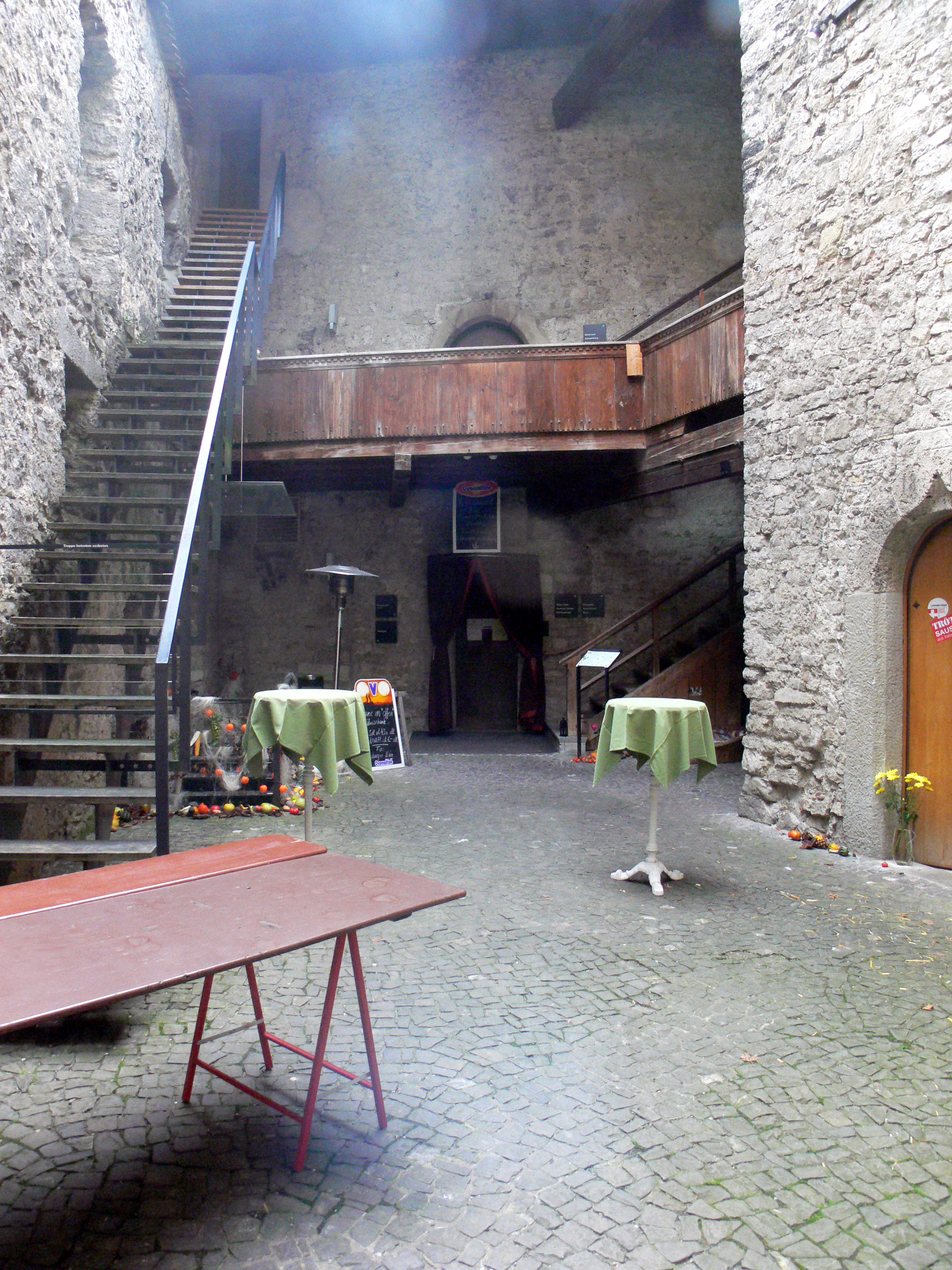
Eingang zu kleinem Turm (rechts) und Palas

Der rechteckige Palas schliesst, gegen Süden vorspringend, östlich an den grossen Turm an. Die Mauern werden auf Mitte des 13. Jahrhunderts datiert, sind also jünger als jene des grossen Turms. Der Palas besitzt drei Geschosse und ist unterkellert. An der Westwand finden sich die Überreste eines Aborterkers. Das Gebäude wurde 1559 umfassend umgebaut und erhielt dabei in den Grundzügen sein heutiges Aussehen. Aus dieser Zeit stammen die nach Osten und Süden gerichteten Fenster (zwei- und dreiteilige gotische Fenstergruppen) sowie das Satteldach mit ostseitigem Gerschild. Der Zugang zu den einzelnen Geschossen des Palas erfolgt über die 1948 erneuerte Treppen- und Laubenanlage im Innenhof. Zwei spätgotisch verzierte Eichenpfeiler mit Sattelhölzern tragen die Kellerdecke. Ebenfalls aus dem Jahr 1948 stammt die Flachtonnendecke über dem Gastraum im Erdgeschoss, eine Kopie des Originals von 1559.
Im ersten Obergeschoss befindet sich die Schlossstube. Dieser Raum entspricht noch weitgehend dem Original von 1559. Er besitzt eine Flachtonnendecke, deren Balken mit Stern-, Spiral- und Spiralradmotiven verziert sind; die Ausläufer sind herzblattförmig. Als Eckstützen dienen gerippte Eichenpfeiler, in gleicher Art ist auch der Eselsrücken des Eingangsportals profiliert. In einer der Ecken befindet sich ein Kachelofen aus dem 18. Jahrhundert, der zuvor im Pfarrhaus von Würenlos stand. Die weissen Gesims-, Sockel und Liesenkacheln sind mit idyllischen Burgenlandschaften und Blumendekors bemalt. Es wird vermutet, dass es sich um eine Arbeit aus Muri handelt. Im Raum, der an die Schlossstube angrenzt, befindet sich ein schlichter Kastenofen, der 1948 eingebaut wurde. Er besitzt Bildkacheln mit Ruinenlandschaften in Rocaille-Rahmen. Signiert ist der Ofen von Johann Jakob Fischer aus Aarau mit der Jahreszahl 1744.

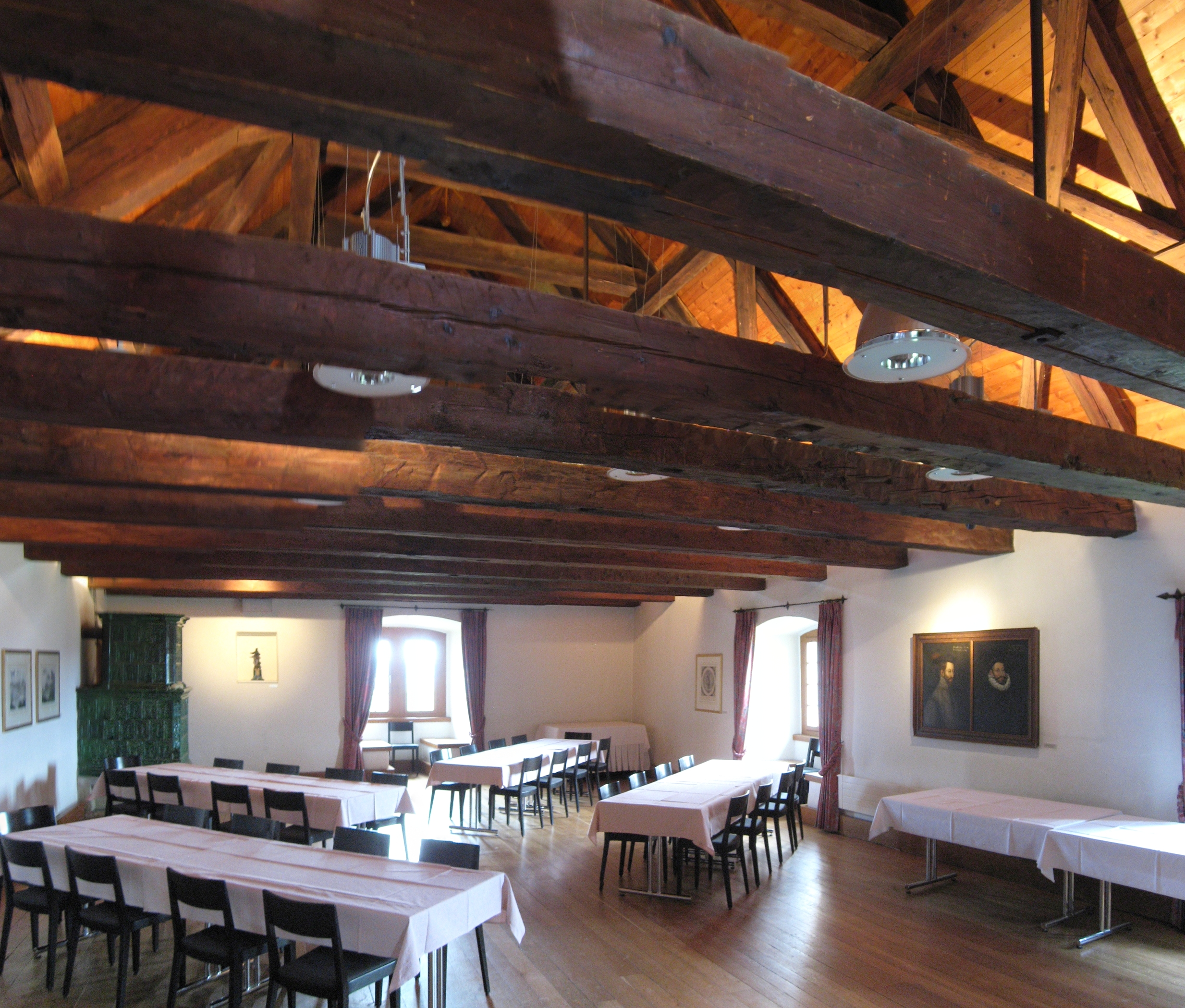
Rittersaal

Der Rittersaal im zweiten Obergeschoss war ursprünglich in mehrere Kammern gegliedert und erhielt 1913/14 seine heutige Form. In ihm befindet sich ein prismenförmiger Ofen mit grün glasierten Reliefkacheln. Diese Kacheln aus dem 17. Jahrhundert werden den Werkstätten von Steckborn zugeschrieben (vormals in Ermatingen), doch kann diese Vermutung nicht durch schriftliche Quellen oder Signaturen bestätigt werden. Motive des Ofens sind weibliche Tugendallegorien, die unter Rundbögen und zwischen Pilastern stehen, während sich im Sockelfries Putten zwischen Löwenköpfen und Rollwerk tummeln.

### Innenhof und Flankierungsturm

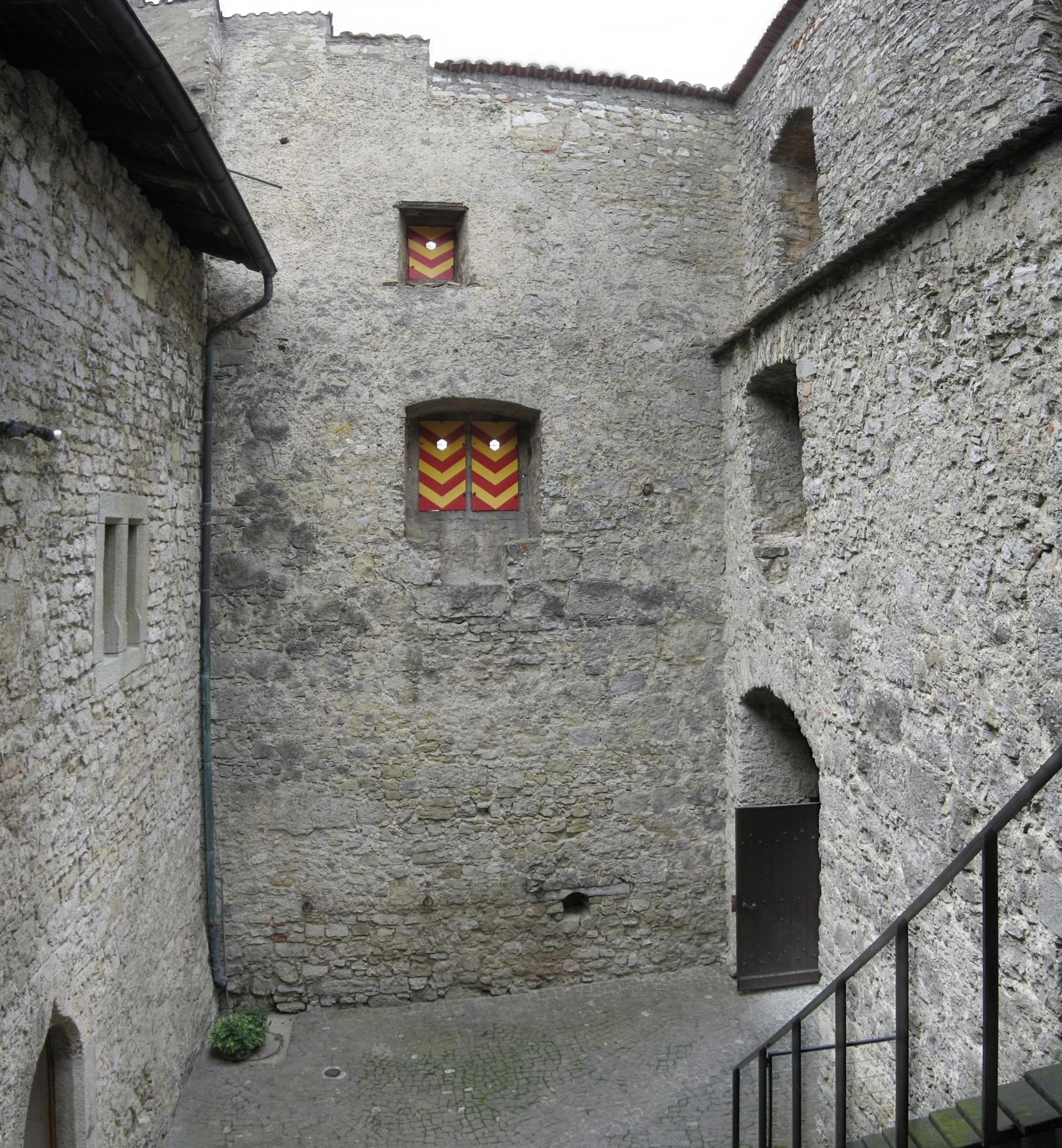
Innenhof der Habsburg

Der Innenhof in Form eines unregelmässigen «U» verbindet Kleinen Turm, Grossen Turm und Palas. Er wurde im Jahr 1594 überdacht und zu einem Wohntrakt umgebaut. Das ursprünglich schwach geneigte Pultdach war anfällig für Sturmschäden und wurde deshalb 1634 durch ein stärker geneigtes ersetzt. Infolge Baufälligkeit musste dieser Bau am Beginn des 19. Jahrhunderts wieder entfernt werden, weshalb der Innenhof heute wieder frei liegt. An seiner Ostseite wird er durch die Hofmauer begrenzt (früher zusätzlich durch den Abschnittsgraben).
Nicht erhalten geblieben ist der Flankierungsturm, der mit der Hofmauer verbunden war. Er wird der Bauetappe zu Beginn des 13. Jahrhunderts zugeschrieben und schützte die Nordwestflanke der Burganlage. Ein vom Turm aus führender Mauerast dürfte den Berggrat nach Westen abgeriegelt haben.

## Grabungsfunde

### Ausgrabungen 1978 bis 1983

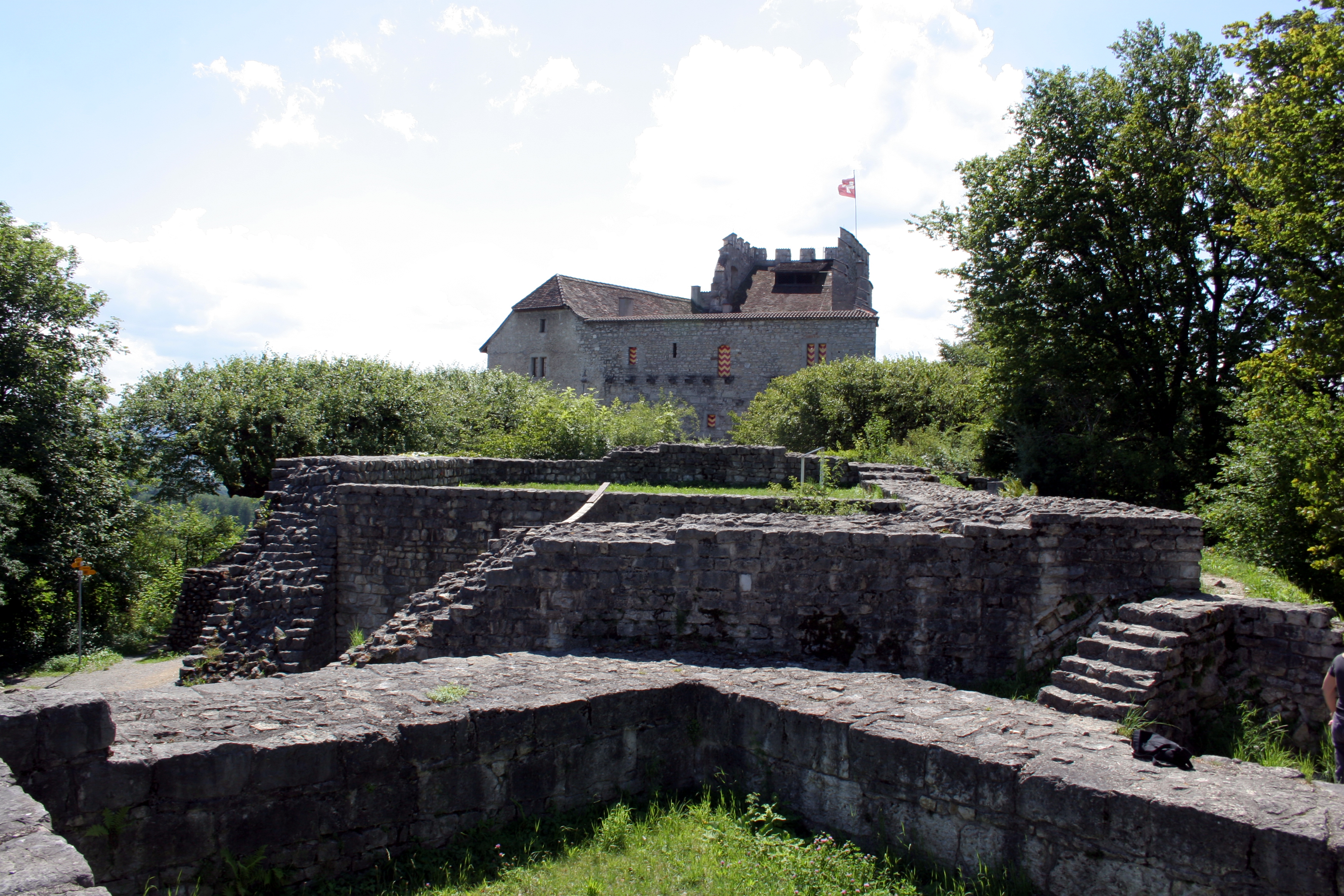
Fundamente des vorderen Burgteils

Im Bereich der vorderen Burg, unter der Aussichtsplattform, war 1908 ein Wasserreservoir gebaut worden. Wissenschaftlich begleitete Grabungen fanden aber erst siebzig Jahre später statt, als das Reservoir wegen des Bevölkerungswachstums des Dorfes Habsburg erweitert werden musste. Die Aargauische Kantonsarchäologie nahm dieses Projekt zum Anlass, die mittlerweile verborgenen Ruinen auszugraben und in konservierter Form der Öffentlichkeit zugänglich zu machen. Die Grabungen erfolgten zwischen 1978 und 1983 in vier Etappen. Eine Sondiergrabung im Spätherbst 1978 diente der genauen Lokalisierung der Ruinen und der Ermittlung des idealen Standorts für die neue Wasserkammer. Im Spätsommer 1979 führte eine dreimonatige Grabungskampagne zur Aufdeckung verschiedener Mauerzüge im Westteil der vorderen Burg. Diese mussten teilweise dem Reservoir weichen und wurden später auf dessen Abdeckung rekonstruiert. 1980 folgte die Untersuchung und Restaurierung des mittleren Abschnitts, 1983 schliesslich jene im östlichen Abschnitt.
Bei den römischen Funden handelt es sich überwiegend um Baukeramik wie Backsteine oder Ziegel. Erwähnenswert sind insbesondere Leistenziegelfragmente, die mit Ziegelstempeln der 21. Legion (Legio XXI Rapax), die von 44 bis 69 n. Chr. in Vindonissa stationiert war, versehen sind. Ferner wurde eine Münze aus der Zeit des Kaisers Probus (276–282) gefunden. Der Historiker Franz Ludwig von Haller berichtete 1811, er habe auf der Habsburg eine Silbermünze von Kaiser Hadrian (117–138) gefunden. Im Ostturm sind zahlreiche Spolien verbaut. Diese stammen aus den Ruinen von Vindonissa und wurden im Mittelalter auf den Wülpelsberg gebracht.
Tierknochen machen den Hauptanteil der mittelalterlichen Funde aus und stammen überwiegend aus dem Latrinenschacht und dem Kernbau des Ostturms. Darunter sind auch Halbfabrikate und Abfälle von Knochen- und Hornschnitzereien aus dem 11. und 12. Jahrhundert. Am zweithäufigsten fanden die Archäologen Bruchstücke von keramischen Gegenständen, hauptsächlich spärlich verzierte Topfscherben aus der Zeit von 1020/30 bis etwa 1100. Bei den Fundauswertungen konnte festgestellt werden, dass es im letzten Viertel des 11. Jahrhunderts zu einer Änderung des bevorzugten Designs kam, vom trichterförmigen zum lippenförmigen Rand. Im frühen 13. Jahrhundert folgte schliesslich der Übergang zu Leistenrändern.
Verschiedene Funde zeugen von einem gehobenen Lebensstil der Burgbewohner. Neben einem Aquamanile in Stierform und Scherben einer importierten Amphore der Pingsdorfer Keramik sind insbesondere Trachtenbestandteile aus Buntmetall, gläserne Fingerringe und eine Brettspielfigur aus blauem Glas zu nennen. Da nur vereinzelt Ofenkeramik zum Vorschein kam, kann auf einen planmässigen Abbruch der Kachelöfen beim Verlassen der vorderen Burg und deren Weiterverwendung an anderer Stelle geschlossen werden. Fundstücke aus Eisen sind vor allem Gürtelschnallen sowie landwirtschaftliche und gewerbliche Geräte. Ausserdem wurden zwei Münzen gefunden, von denen sich eine als Prägung des Fraumünsters in Zürich herausstellte (ca. 1055 bis 1100).
Aus den Funden lässt sich der Schluss ziehen, dass sich die Haushaltung und alltägliche Lebensweise der frühen Habsburger kaum von jener ihrer Untertanen unterschied. Zum Ausdruck kam die soziale Vorrangstellung vor allem im grossen Fleischkonsum sowie dem Besitz von Glasobjekten, kostbarer Kleidung und Bargeld.

### Ausgrabungen 1994/95

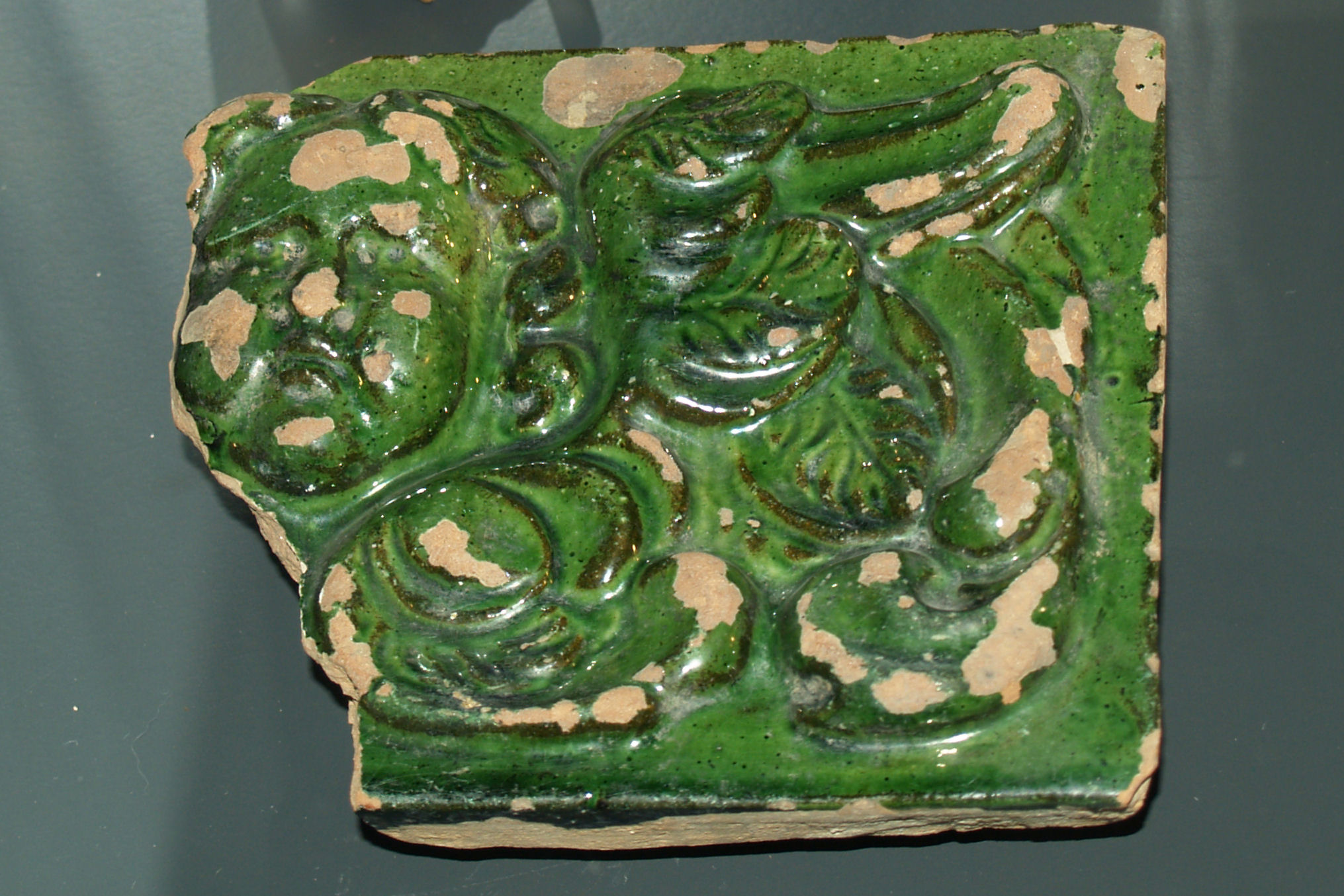
Eine der Ofenkacheln aus dem 17. Jahrhundert

Geplante unterirdische Erweiterungsbauten für das Restaurant lösten 1994 im Burghof weitere Grabungen aus. Diese blieben mengenmässig hinter den Grabungen von 1978 bis 1983 zurück. Dazu kam, dass im Burghof die hochmittelalterliche Fundschicht durch moderne Störungen wie Werksleitungen stark beeinträchtigt war.
In einer Kulturschicht im Burghof wurden zahlreiche Keramikteile und wenige Tierknochen aus der älteren Eisenzeit gefunden. Diese Kulturschicht wird der Hallstattzeit der Stufe C/D zugeschrieben (6. und 7. vorchristliches Jahrhundert). In dieser Schicht kam auch die Klinge eines Steinbeils zum Vorschein, was darauf schliessen lässt, dass sich bereits während der Jungsteinzeit Menschen auf dem Wülpelsberg aufhielten. Da es sich um einen Einzelfund handelt, dürfte eine Besiedlung während dieser Epoche aber ausgeschlossen sein. Es ist auch möglich, dass die Klinge erst später dorthin gelangte.
In der mittelalterlichen Kulturschicht fanden sich vereinzelt römische Objekte (Ziegelfragmente und eine Spolie aus Muschelkalk), so dass man von sekundär verlagerten Fundobjekten ausgehen kann. Darunter lagen einige Topfscherben und ein Hufeisen aus dem 11./12. Jahrhundert. Aus dem späten 14. Jahrhundert sind grün glasierte Kachelfragmente erwähnenswert, die von einem Ofen stammen, der vermutlich beim Umbau des Palas im Jahr 1559 abgebrochen wurde. Etwa gleich alt ist das Fragment eines Eisenhelms. Ferner fand man eine Silbermünze, eine Prägung der Erzbischöfe von Salzburg zur Zeit von Friedrich IV. (1441–1452) oder Sigismund I. (1452–1461). Der verfüllte Abschnittsgraben enthielt reichlich Fundgut aus dem 16. und 17. Jahrhundert, darunter viele grün glasierte Keramikgefässe, aber auch Talglampen, Blattkacheln sowie Fragmente von Glasflaschen und -bechern. Metallene Fundgegenstände waren meist landwirtschaftlicher Natur, wie Spaten, Sichel und Hufeisen. Dazu kamen Türbänder und Bestandteile von Trachten. Bei diesen Objekten dürfte es sich um die Hinterlassenschaft wohlhabender Bauern oder Kleinbürger handeln, die den Gutshof auf der Habsburg verwalteten.

### Archäozoologische Auswertung
Aus den Ausgrabungen von 1978/83 und 1994/95 stammen rund 120 kg Knochen, wovon allerdings nur ein kleiner Teil archäozoologisch ausgewertet wurde. Aus dem 11. bis 13. Jahrhundert wertete die Kantonsarchäologie hauptsächlich Knochenfunde aus den ungestörten Grabungsschichten im Ostturm der vorderen Burg aus. Aus der frühneuzeitlichen Epoche (16. Jahrhundert) wurden die Knochen aus dem Abschnittsgraben ausgewertet. In allen vier untersuchten Schichten überwiegen Knochen von Haustieren, während Wildtiere nur einen geringen Anteil ausmachen. Die Jagd hatte also keine wirtschaftliche Bedeutung. Bei der obersten Grabungsschicht des Ostturms stellte man einen relativ hohen Anteil an Greifvogelknochen fest. Hier ist allerdings anzumerken, dass zumindest die Turmfalken durchaus aus natürlichen Gründen und nicht als Siedlungsabfall in die Schicht geraten sein könnten, da diese Schicht im unbewohnten Zustand entstanden ist.
Verhältnis der Haupttierarten, nach der Anzahl der Knochenfragmente:
| Grabungsschicht           | Hausrind | Schwein | Ziegen, Schafe | Wildtiere | Gesamtzahl (inkl. unbestimmte) |
| ------------------------- | -------- | ------- | -------------- | --------- | ------------------------------ |
| Unterste Schicht, Ostturm | 166      | 406     | 158            | 40        | 953                            |
| Mittlere Schicht, Ostturm | 31       | 128     | 46             | 28        | 264                            |
| Oberste Schicht, Ostturm  | 178      | 931     | 132            | 151       | 1784                           |
| Abschnittsgraben, Burghof | 247      | 222     | 35             | 16        | 718                            |

Die Knochenfunde zeigen, dass es eine Verschiebung der Fleischlieferanten gab. So dominierten im Mittelalter Schweine, die oft vor der Geschlechtsreife geschlachtet wurden, während in der frühneuzeitlichen Epoche das Hausrind vermehrt verzehrt wurde. Die Hausrinder schlachtete man mehrheitlich als ausgewachsene Tiere. Interessant ist, dass das Huhn in keiner der Schichten über ein Gewichtsprozent der Knochen aufweist und somit als Fleischlieferant als bedeutungslos eingestuft werden kann.